# Robert von Erdberg

Porträt von Robert von Erdberg

Robert von Erdberg - eigentlich: von Erdberg-Krzenciewski - (* 6. Juni 1866 in Riga; † 3. April 1929 in Berlin) war ein deutscher Pädagoge, der „Vater des Freien Volksbildungswesens“.

## Leben
Nach dem Studium der Nationalökonomie, das er mit der Promotion abschloss, machte sich von Erdberg an die Arbeit, die Lebensqualität der Arbeiterklasse durch Bildung zu verbessern. 1896 wurde er Leiter der Abteilung für Volksbildung in der Zentralstelle für Arbeiterwohlfahrtseinrichtungen. 1920 übernahm er in Berlin das vom Land Preußen neugeschaffene Referat für Volksbildung, das dem Ministerium für Wissenschaft, Kunst und Volksbildung angegliedert war.
Verheiratet war er seit 1905 mit Amy Wesselhoeft aus Cambridge (USA), ihre Tochter war Eleanor von Erdberg.
Pionier der Erwachsenenbildung
Erdberg zählte zur Neuen Richtung der Erwachsenenbildung und des Volkshochschulwesens. Er gründete gemeinsam mit Fritz Coerper 1909 die Zeitschrift „Volksbildungsarchiv. Beiträge zur wissenschaftlichen Vertiefung der Volksbildungsbestrebungen“ und war Mitherausgeber der Zeitschrift „Die Arbeitsgemeinschaft. Monatsschrift für das gesamte Volkshochschulwesen“. Zugleich war er auch an der Entwicklung des Volksbibliothekswesens beteiligt.
Er war einer der Gründer des Hohenrodter Bundes, der sich um Grundfragen und Theorieentwicklung in der Volksbildung der Weimarer Republik bemühte.

## Schriften
- Freies Volksbildungswesen. Gedanken und Anregungen. Berlin 1919.
- Fünfzig Jahre freies Volksbildungswesen. Berlin 1924.

## Nachweise
1. ↑  Eleanor von Erdberg: Der strapazierte Schutzengel. Erinnerungen aus drei Welten. Siebenberg-Verlag, Waldeck 1994, ISBN 3-87747-065-3, S. 14 (so die Erinnerungen seiner Tochter Eleanor)